# Liza Sadovy
Liza Sadovy (...) è un'attrice britannica. Attiva in campo teatrale, televisivo e cinematografico, nel 2022 ha vinto il Premio Laurence Olivier per la sua interpretazione nel musical Cabaret in scena nel West End londinese.

## Biografia
Attiva anche in campo televisivo e cinematografico, Liza Sadovy ha recitato prevalentemente a teatro, apparendo sia in opere di prosa che musical sulle scene del West End londinese. Ha fatto il suo esordio nel 1981 in una tournée britannica di Jesus Christ Superstar, a cui è seguito il ruolo principale di Magenta in The Rocky Horror Show a Leeds. Negli anni novanta ha recitato di frequente sulle scene di Londra e di altre importanti città inglesi, recitando nella prima europea di Into the Woods al Phoenix Theatre (1991), in Company alla Donmar Warehouse (1995) e Side By Side By Sondheim al Greenwhich Theatre (1998); parallelamente alla carriera come cantante di musical, Sadovy ha recitato anche in numerose opere di prosa, tra cui Vetri rotti a Manchester nel 1997, L'ereditiera al National Theatre nel 2000 e Sei personaggi in cerca d'autore al Young Vic di Londra (2001).
Durante gli anni duemila e duemiladieci ha continuato a recitare regolarmente sulle scene londinesi, affermandosi come apprezzata caratteristica sia in opera di prosa che musical. Nel 2006 ha interpretato Yvonne nel musical Premio Pulitzer Sunday in the Park with George alla Menier Chocolate Factory e al Wyndhams Theatre, mentre nel 2008 ha recitato il duplice ruolo della signora Mitzu e della signora Yang ne L'anima buona di Sezuan. Dopo aver recitato in Annie Get Your Gun al Young Vic (2009), nel 2010 ha fatto il suo debutto a Broadway accanto a Mark Rylance in La Bête. Dopo aver recitato in allestimenti regionali di The History Boys (2013) e Oliver! (2014), nel 2016 ha interpretato Madame Morrible in Wicked all'Apollo Victoria Theatre del West End. Nel 2017 ha interpretato Yente in Fiddler on the Roof a Chichester e nel 2019 ha recitato accanto ad Andrew Scott ne Il divo Garry all'Old Vic. Nel 2021 ha interpretato Fraulein Schneider in un acclamato revival di Cabaret con Eddie Redmayne e per la sua interpretazione ha vinto il Laurence Olivier Award alla migliore attrice non protagonista in un musical. Nel 2023 viene nuovamente candidata al medesimo premio per la sua interpretazione nel ruolo di Zia Eller in Oklahoma! al Young Vic.

## Filmografia (parziale)

### Cinema
- Sweeney Todd - Il diabolico barbiere di Fleet Street (Sweeney Todd - The Demon Barber of Fleet Street), regia di Tim Burton (2007)
- Disobedience, regia di Sebastián Lelio (2017)
- A Real Pain, regia di Jesse Eisenberg (2024)

### Televisione
- Casualty – serie TV, 2 episodi (1990-2003)
- Metropolitan Police (The Bill) – serie TV, 2 episodi (1995-2003)
- L'ispettore Barnaby (Midsomer Murders) – serie TV, episodio 8x01 (2004)
- Emma - miniserie TV, 2 puntate (2009)
- Doctors – serial TV, 4 puntate (2009-2016)
- Le avventure di Sarah Jane (The Sarah Jane Adventures) – serie TV, 2 episodi (2009)
- EastEnders – serial TV, 2 puntate (2013)
- The Honourable Woman – miniserie TV, 2 puntate (2014)
- Babylon – miniserie TV, 3 puntate (2014)
- Vera – serie TV, episodio 10x04 (2020)
- A Small Light – miniserie TV, 6 puntate (2023)
- Outlander – serie TV, episodio 7x01 (2023)

## Teatro (parziale)
- Jesus Christ Superstar, libretto di Tim Rice, colonna sonora di Andrew Lloyd Webber, regia di Jim Sharman & Rufus Collins. Tour britannico (1981)
- The Rocky Horror Show, libretto e colonna sonora di Richard O'Brien, regia di John Harrison. Leeds Playhouse di Leeds (1982)
- Taking Steps di Alan Ayckbourn, regia di Andrew McInnon. Leeds Playhouse di Leeds (1982)
- Peg di Louis Busch Hager, regia di Ian Judge. Phoenix Theatre di Londra (1984)
- Into the Woods, libretto di James Lapine, colonna sonora di Stephen Sondheim, regia di Richard Jones. Phoenix Theatre di Londra (1990)
- Le nozze di Figaro, libretto di Lorenzo Da Ponte, colonna sonora di Wolfgang Amadeus Mozart, regia di Nick Broadhurst. Arts Theatre di Londra (1992)
- Don Giovanni, libretto di Lorenzo Da Ponte, colonna sonora di Wolfgang Amadeus Mozart, regia di Nick Broadhurst. Arts Theatre di Londra (1992)
- La traviata, libretto di Francesco Maria Piave, colonna sonora di Giuseppe Verdi, regia di Nick Broadhurst. Donmar Warehouse di Londra (1994)
- Company, libretto di George Furth, colonna sonora di Stephen Sondheim, regia di Sam Mendes. Donmar Warehouse di Londra (1995)
- Vetri rotti di Arthur Miller, regia di Chris Honer. Manchester Library Theatre di Manchester (1997)
- Side By Side By Sondheim, libretto di Ned Sherrin, colonna sonora di Stephen Sondheim, regia di Matthew Francis. Greenwhich Theatre di Londra (1998)
- Il pipistrello, libretto di Carl Haffner e Richard Genée, colonna sonora di Johann Strauss II, regia di Tony Britten. Arts Theatre di Londra (1999)
- L'ereditiera di Ruth e Augustus Goetz, regia di Philip Franks. National Theatre di Londra (2000)
- Sei personaggi in cerca d'autore di Luigi Pirandello, regia di Richard Jones. Young Vic di Londra (2001)
- Romeo e Giulietta di William Shakespeare, regia di Dominic Hill. Regent's Park Open Air Theatre di Londra (2002)
- Servo di scena di Ronald Harwood, regia di Peter Hall. Theatre Royal di Bath, Duke of York's Theatre di Londra (2005)
- Riccardo II di William Shakespeare, regia di Stephen Berkoff. Ludlow Festival di Ludlow (2005)
- Sunday in the Park with George, libretto di James Lapine, colonna sonora di Stephen Sondheim, regia di Sam Buntrock. Menier Chocolate Factory e Wyndham's Theatre di Londra (2006)
- L'anima buona di Sezuan di Bertolt Brecht, regia di Richard Jones. Young Vic di Londra (2007)
- Rumori fuori scena di Michael Frayn, regia di David Gilmore e Jeremy Sams. Tournée britannica (2008)
- Annie Get Your Gun, libretto di Herbert e Dorothy Fields, colonna sonora di Irving Berlin, regia di Richard Jones. Young Vic di Londra (2009)
- La Bête di David Hirson, regia di Matthew Warchus. Comedy Theatre di Londra, Music Box Theatre di Broadway (2010)
- The History Boys di Alan Bennett, regia di Daniel Buckroyd. Colchester Mercury Theatre di Colchester (2013)
- Oliver!, libretto e colonna sonora di Lionel Bart. Crucible Theatre di Sheffield (2014)
- Wicked, libretto di Winnie Holzman, colonna sonora di Stephen Schwartz, regia di Joe Mantello. Apollo Victoria Theatre di Londra (2016)
- Pigmalione di George Bernard Shaw, regia di Sam Pritchard. Headlong Theatre di Londra (2017)
- Fiddler on the Roof, libretto di Sheldon Harnick e Joseph Stein, colonna sonora di Jerry Bock, regia di Daniel Evans. Chichester Theatre Festival di Chichester (2007)
- Il divo Garry di Noël Coward, regia di Matthew Warchus. Old Vic di Londra (2019)
- Cabaret, libretto di Joe Masteroff e Fred Ebb, colonna sonora di John Kander, regia di Rebecca Frecknall. Kit Kat Club di Londra (2021)
- Oklahoma!, libretto di Oscar Hammerstein II, colonna sonora di Richard Rodgers, regia di David Fisher. Young Vic di Londra (2022), Wyndham's Theatre di Londra (2023)

## Doppiatrici italiane
Nelle versioni in italiano delle opere in cui ha recitato, Liza Sadovy è stata doppiata da:
- Antonella Giannini in Disobedience
- Mirta Pepe in A Real Pain